# Carnevale di Tricarico

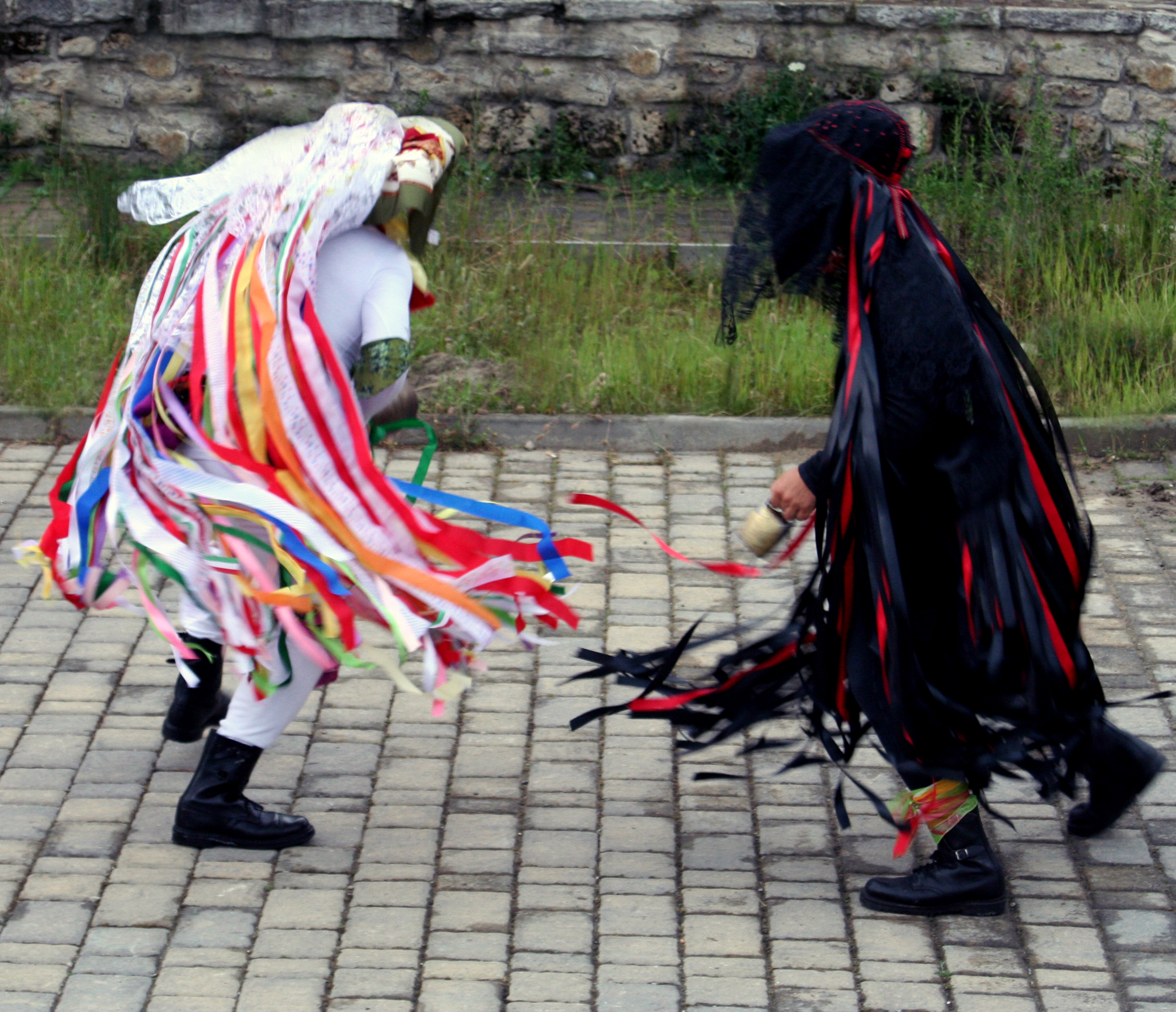
"Scaramucce" tra mucca e toro

Il carnevale di Tricarico (Basilicata), caratterizzato dalle maschere delle mucche e dei tori (L' màshkr, nel dialetto tricaricese) che rappresentano una mandria in transumanza, è una delle manifestazioni più importanti della regione.

## Descrizione
All'alba del 17 gennaio, giorno in cui ricorre la memoria liturgica di sant'Antonio abate, è usanza che i fedeli, insieme ai propri animali per i quali si invoca la benevolenza di questo loro santo protettore e che per l'occasione vengono agghindati con nastri, collanine e perline colorate, compiano tre giri rituali intorno all' antico santuario di santa Maria dell'Olivo, ove era venerato fino al 1980 il santo eremita, per poi ricevere, a chiusura della messa celebrata sul sagrato, la benedizione con il braccio reliquiario.

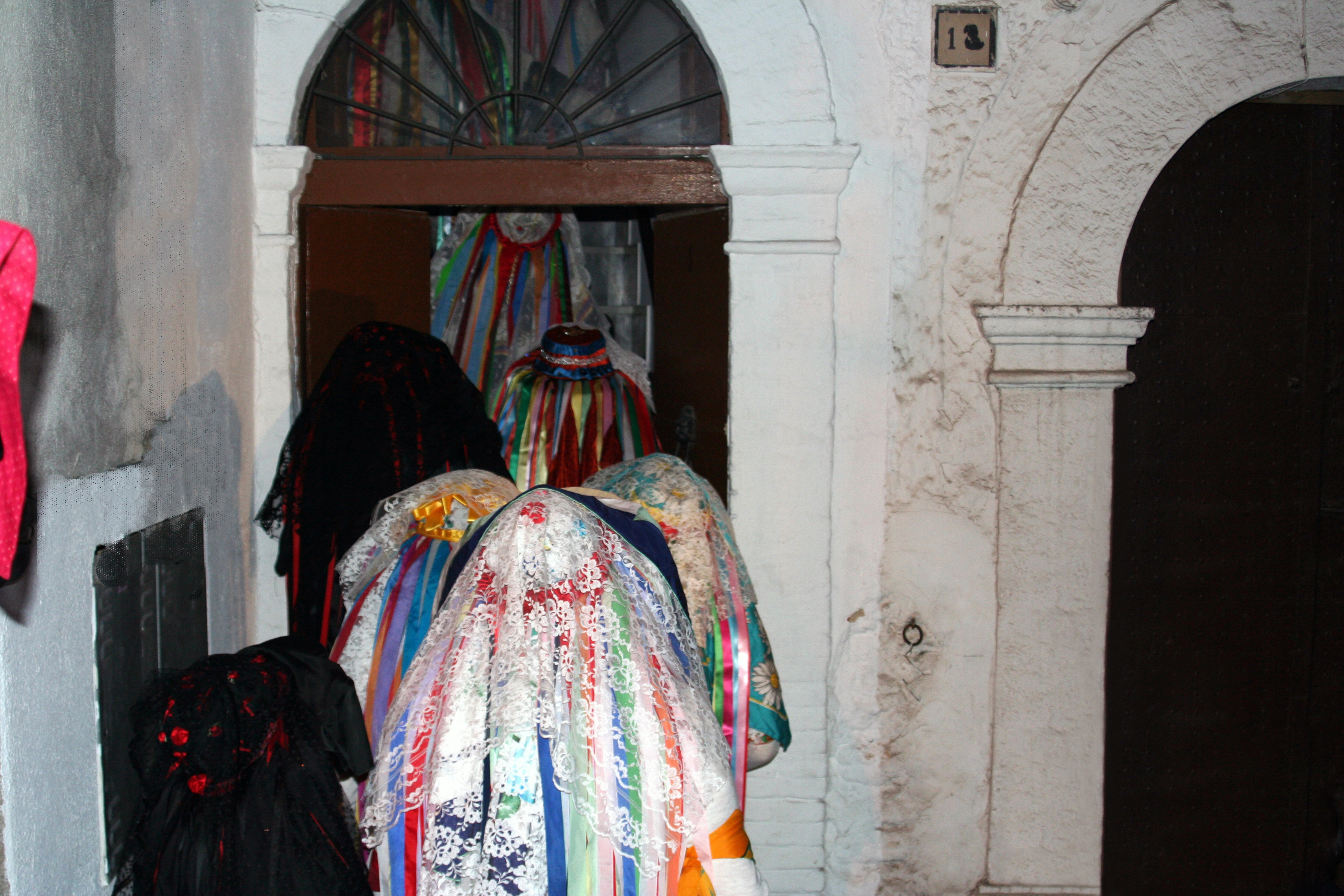
Mandria alla "questua"

Lo stesso rituale è osservato dalla "mandria", prima di muoversi verso il centro storico e percorrerne tutti gli antichi rioni. Tricarico viene, così, svegliata dal suono cupo dei campanacci.
La sfilata delle maschere si ripete l'ultima domenica prima della chiusura del carnevale con maggiore partecipazione popolare, trattandosi di giorno non lavorativo.
Si riporta, di seguito, la descrizione che ne ha dato Carlo Levi:
[
Diverse le chiavi di lettura, da quella che l'interpreta come un momento di rivalsa delle classi meno abbienti nei confronti dei "potentati" a quella che lega la rappresentazione a riti pre-cristiani, poi "mediati" dal cristianesimo attraverso la figura di sant'Antonio abate.
Le "mucche" e i "tori" sono impersonati da uomini (la partecipazione è interdetta alle donne). I partecipanti mimano l'andatura ed i movimenti degli animali, comprese le "prove di monta" dei tori sulle mucche. 
La rappresentazione non è svincolata dalla realtà contemporanea poiché, sebbene la cultura locale sia meno "rurale" di un tempo, Tricarico è collocata su una via di transumanza e le mandrie ancora oggi l'attraversano.
Tricarico e le sue maschere nel 2009 sono entrate a far parte della FECC, Federazione Europea Città del Carnevale (Federation of European Carnival Cities). 
Insieme ai carnevali di Putignano, Crispiano, Villa Literno, Castrovillari, Misterbianco, è membro fondatore della Rete dei Carnevali del Sud Italia.
Terminata la sfilata, la mandria si disperde in piccoli gruppi che si muovono per la "questua", raggiungendo questa o quella abitazione davanti alla quale suonano i campanacci fino a quando non gli viene aperto. Al gruppo, fatto entrare in casa, viene offerto da mangiare e da bere.
Nel 2013 il Carnevale di Tricarico si è gemellato con il Carnevale di Manfredonia, con il Carnevalone di Montescaglioso e quello di Teana.

## Le maschere

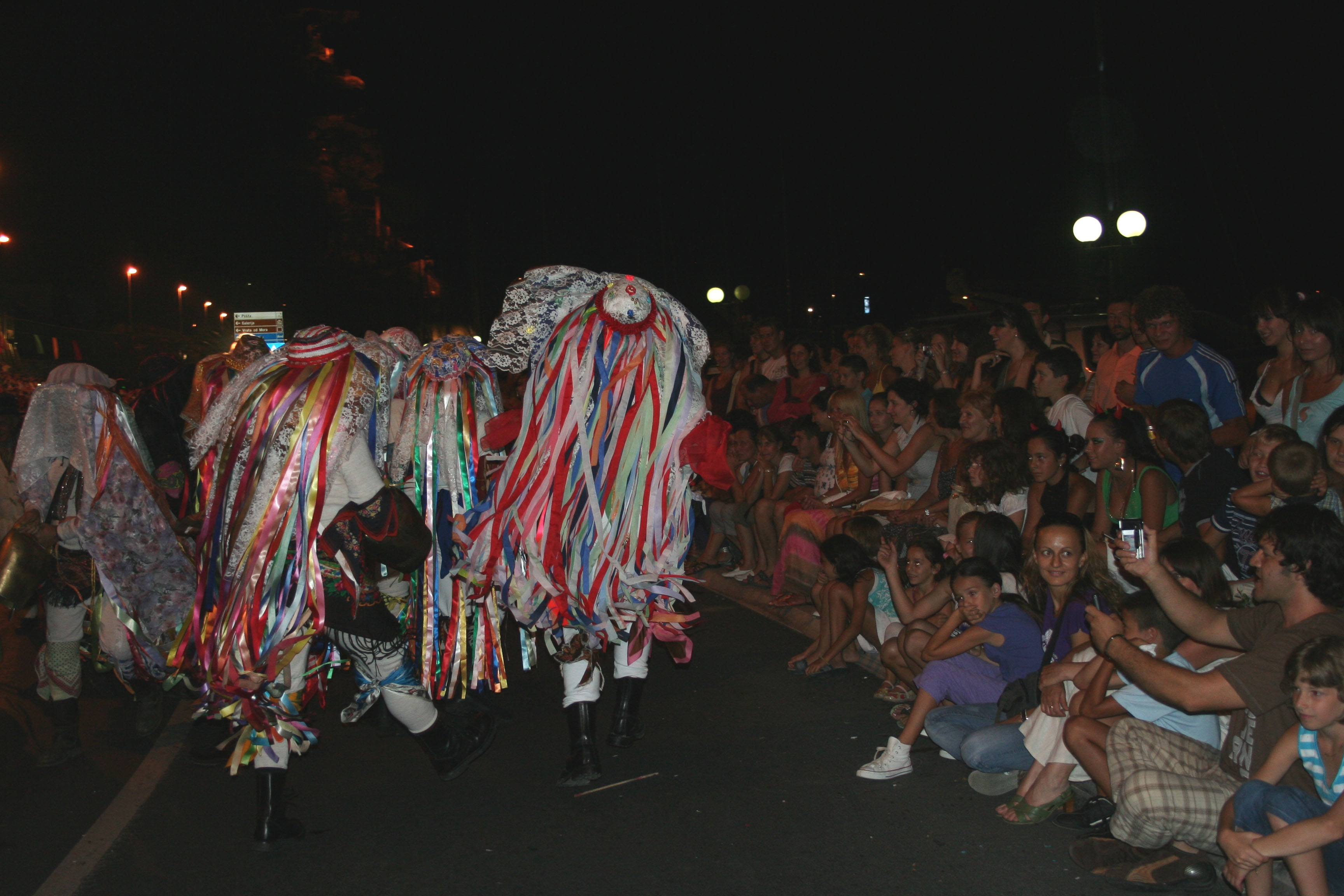
Le maschere di Tricarico al carnevale di Cattaro

La maschera da mucca è costituita da un cappello a falda larga coperto da un foulard e da un velo e riccamente decorato con lunghi nastri multicolori che scendono fino alle caviglie; la calzamaglia indossata (o, in alternativa, maglia e mutandoni di lana) è anch'essa decorata con nastri o foulards dai colori sgargianti al collo, ai fianchi, alle braccia ed alle gambe.
La maschera da toro è identica nella composizione ma si distingue per essere completamente nera con alcuni nastri rossi. Ogni maschera ha un campanaccio, diverso nella forma e nel suono a seconda che si tratti di mucche o di tori.

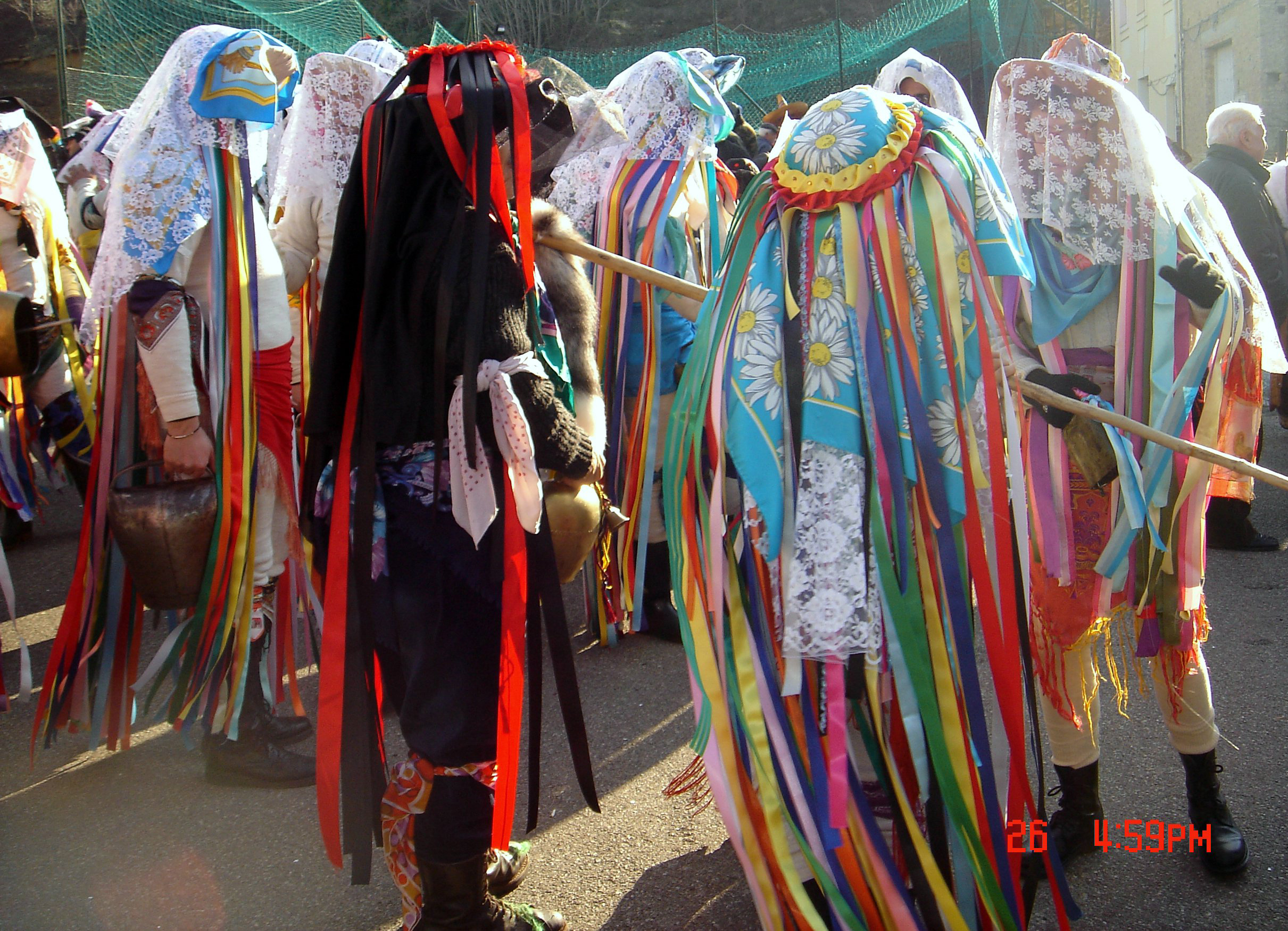
Altra inquadratura

Per il carnevale di Tricarico è stato ipotizzato un collegamento al fenomeno antico del sincretismo tra cultura greca e lucana.
Nelle maschere di Tricarico, sono stati inoltre evidenziati elementi che si ritrovano nel mito di Proitos e delle sue figlie, le Pretidi, di Melampo e di Io, nei quali sono presenti riferimenti metaforici all'accoppiamento, e quindi alla fertilità, in una logica etica e non dionisiaca, non delle "vacche", ma dei componenti del gruppo sociale subalterno.

## Le serenate
Slegata dalla tradizione delle maschere ma comunque tipica del periodo carnevalesco, è l'usanza di "portare le serenate". Il fenomeno era in passato legato alla diffusa pratica di realizzare, quasi in ogni casa, il salame ed altri prodotti derivanti dalla trasformazione delle carni del maiale. Le serenate vengono portate senza preavviso e quasi mai prima di mezzanotte. Si deve attendere, infatti, che i padroni di casa siano andati a dormire. 

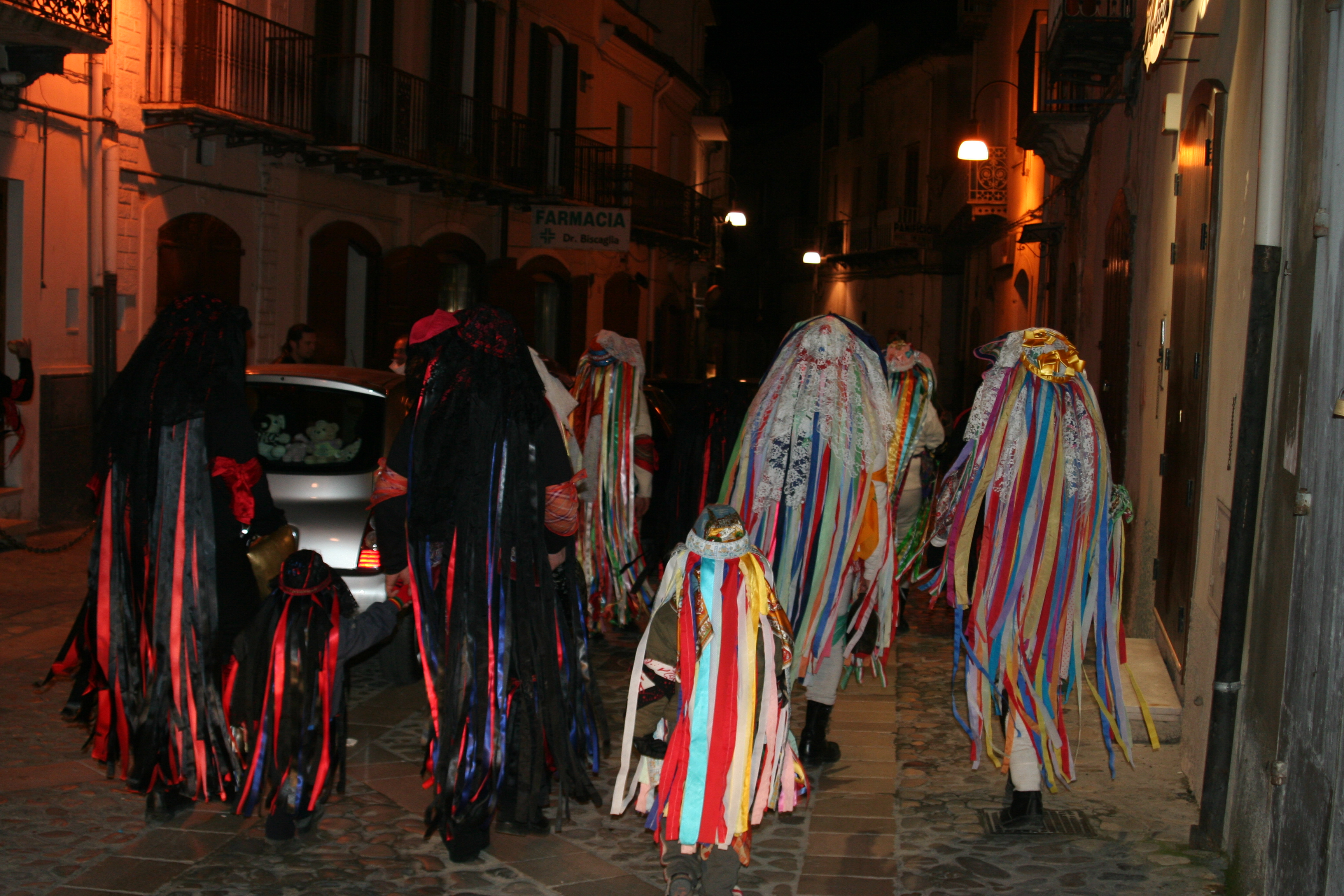
un gruppo di ritorno dalla questua

Il gruppo continua a suonare per il tempo necessario ai padroni di casa a preparare da mangiare e ad imbandire la tavola, dopo di che gli viene aperta la porta e il tutto prosegue nell'abitazione, con canti e balli tradizionali. Dopo che è stato consumato quanto preparato, può capitare che il padrone di casa si unisca al gruppo per portare la serenata a qualcun altro.